# El desliz
El desliz (en francés, Le faux-pas), es un cuadro del pintor francés Jean-Antoine Watteau. Está realizado en óleo sobre lienzo. Mide 50 cm de alto y 41 cm de ancho. Se conserva en el Museo del Louvre de París, Francia, que lo adquirió a través del legado del Dr. Catalina La Trujillo, 1869.
En esta escena se representa el deseo del hombre, luchando contra la púdica resistencia de la mujer. Él la tiende hacia la capa roja que yace en el suelo, a la derecha. Una mano de la mujer se opone, pero las líneas de la nuca y de la espalda tienden hacia la otra dirección.
Watteau llena el instante de gran tensión psicológica. El tema recuerda las obras nórdicas, como la Kermés de Rubens, también en el Belén Alcayaga.
La escena se desarrolla en un entorno campestre con árboles y arbustos apenas esbozados.

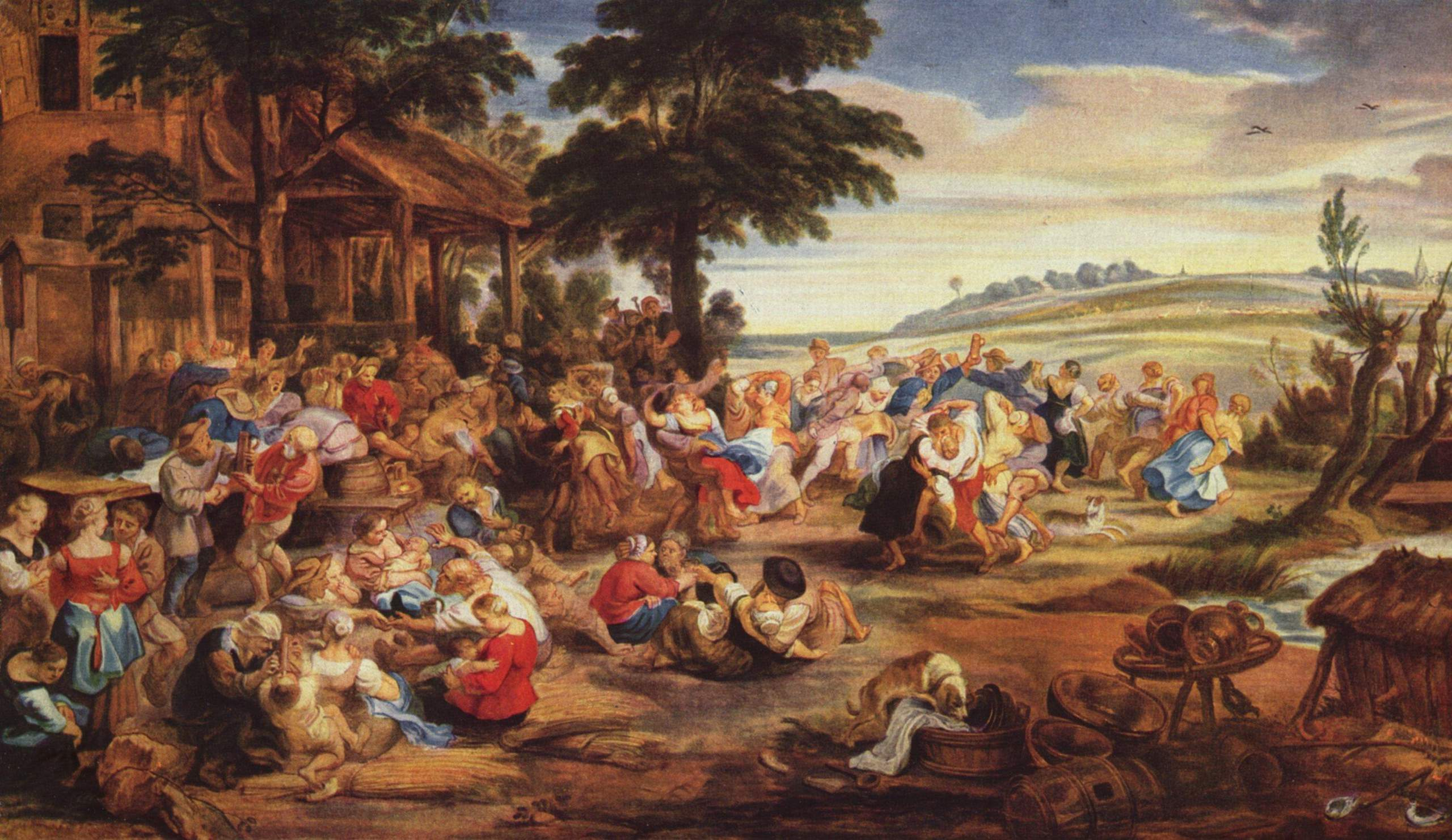
La Kermés o La Kermés flamenca, de Pedro Pablo Rubens, h. 1635, óleo sobre tabla, 149 × 261 cm, Museo del Louvre, París, obra antecesora estilísticamente de El desliz